# Revolució de 1943
La Revolució de 1943 fou un cop d'estat militar produït a l'Argentina el 4 de juny de 1943, que va enderrocar al govern constitucional del president Ramón Castillo, posant fi a la Dècada Infame.
L'historiador Miguel Ángel Scenna la va descriure com la contratapa històrica del cop del 6 de setembre de 1930… El 1930 va concloure un govern legal; el 1943 va acabar un govern semi-legal.
Tres dictadors amb el títol de president es van succeir en el comandament: els generals Arturo Rawson (que va estar al comandament del país durant 3 dies), Pedro Pablo Ramírez i Edelmiro Farrell. Al seu torn, durant aquest període es van designar quatre militars en el lloc de vicepresident: Sabá H. Sueyro, Edelmiro Farrell (després president), Juan Domingo Perón (enderrocat per un cop d'estat militar a l'octubre de 1945) i Juan Pistarini.
En el seu transcurs el sindicalisme va accedir al poder polític per primera vegada en la història argentina, amb una aliança conformada principalment pels corrents socialista i sindicalista revolucionària, liderada pel llavors coronel Perón, que va donar origen al peronisme.

## Antecedents
El cop d'estat del 4 de juny de 1943 va estar influït per dues grans causes: la Dècada Infame i la Segona Guerra Mundial.

### LaDècada Infame(1930-1943)

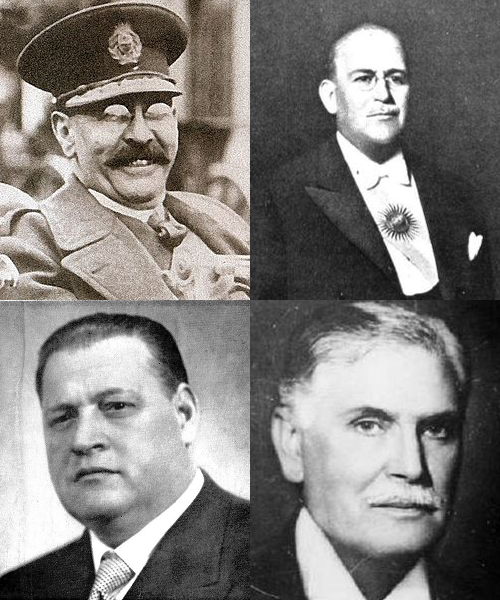
Els quatre presidents de la “dècada infame”: Uriburu, Justo, Ortiz i Castillo.

L'anomenada Dècada Infame es va iniciar amb el cop militar del 6 de setembre de 1930 liderat pel general corporativista nacionalista catòlic José Félix Uriburu que va enderrocar al president Hipólito Yrigoyen de la Unió Cívica Radical, qui havia estat elegit democràticament per exercir el seu segon mandat el 1928. El 10 de setembre, José Félix Uriburu fou reconegut com a president de facto de la Nació per la Cort Suprema mitjançant l'acordada que va donar origen a la doctrina dels governs de facto i que seria utilitzada per legitimar a tots els altres cops militars. El govern va proscriure a la Unió Cívica Radical.
El 5 d'abril de 1931 es van celebrar les eleccions a Buenos Aires, amb un resultat imprevist per al govern: malgrat que aquest considerava el radicalisme completament "fora de la història", i al fet que aquest no va organitzar una campanya electoral ni tenia suport de la premsa, el candidat radical Honorio Pueyrredón va obtenir el triomf. Malgrat que en el Col·legi Electoral el radicalisme va quedar diversos vots per darrere i havia de negociar amb els socialistes per obtenir la governació, el govern va entrar en pànic i la majoria dels ministres va presentar la renúncia. Uriburu va reorganitzar el gabinet, nomenant ministres del sector "liberal". El 8 de maig va suspendre l'anomenat al col·legi electoral provincial, i va nomenar governador de facto de la província de Buenos Aires a Manuel Ramón Alvarado.
Poques setmanes més tard va esclatar una revolució a la província de Corrientes, dirigida pel tinent coronel Gregorio Pomar; encara que fou ràpidament reprimida, va donar a Uriburu l'excusa que buscava: va clausurar tots els locals de la UCR, va arrestar a dotzenes de dirigents i va prohibir als col·legis electorals triar polítics vinculats directament o indirecta amb Yrigoyen; Pueyrredón havia estat ministre de Yrigoyen, la qual cosa significava que no podia ser triat, però a més va ser expulsat del país juntament amb Marcelo Torcuato Alvear. A més va suspendre les eleccions de governadors planejades per a les províncies de Còrdova i Santa Fe. El mes de setembre va cridar a eleccions per al mes de novembre, i poc després va anul·lar les eleccions a Buenos Aires.
Després del fracàs de l'assaig corporativista va governar Argentina una aliança política representaven el liberalisme conservador tradicional de l'Argentina que es va denominar la "Concordança" que va ser una aliança política formada entre el Partit Demòcrata Nacional (també conegut simplement com a Partit Conservador), la Unió Cívica Radical Antipersonalista i el Partit Socialista Independent que va governar el país durant l'anomenada dècada infame entre 1932 i 1943, a través dels presidents Agustín P. Justo (1932-1938), Roberto M. Ortiz (1938-1940) i Ramón Castillo que va haver de completar el període per mort del president Ortiz (1940-1943).
Aquest període es va caracteritzar pel començament del nou model econòmic conegut com a industrialització per substitució d'importacions.
El 1943 havien de realitzar-se eleccions per triar a un nou president i es descomptava un nou frau electoral que donaria la presidència al qüestionat empresari sucrera Robustiano Patró Costas, home fort de Salta en les anteriors quatre dècades. L'assumpció de Patró Costas com a president assegurava la continuïtat i aprofundiment del règim fraudulent.

### La Segona Guerra Mundial
La Segona Guerra Mundial (1939-1945) va tenir una decisiva i complexa influència en els esdeveniments polítics argentins i en particular en el cop d'estat del 4 de juny de 1943.
Al moment en què la Segona Guerra Mundial es va iniciar, Gran Bretanya tenia una influència econòmica determinant a Argentina. D'altra banda Estats Units havia adquirit una presència hegemònica en tot el continent i es preparava a desplaçar definitivament a Gran Bretanya com a poder hegemònic a Argentina. La guerra va resultar un moment òptim per a això, sobretot a partir del moment que Estats Units va abandonar la neutralitat a causa de l'atac sofert el 1941 en Pearl Harbor, per part del Japó.
L'Argentina tenia una llarga tradició «neutralista» enfront de les guerres europees, que havia estat sostinguda i defensada per tots els partits polítics des del segle xix. Les causes del «neutralisme» argentí són complexes, però una de les més importants està relacionada amb la condició de proveïdor d'aliments per als britànics i Europa en general. Tant en la primera com en la segona guerra, Gran Bretanya necessitava garantir el proveïment d'aliments (grans i carns) a la seva població i a les seves tropes, i això hagués estat impossible si l'Argentina no mantenia la neutralitat, ja que els seus vaixells de càrrega haguessin pogut ser atacats, interrompent el subministrament. Simultàniament, l'Argentina havia mantingut una posició tradicionalment reticent a la visió hegemònica del panamericanisme que havia impulsat Estats Units des de finalitats del segle XIX.
Al desembre de 1939 el govern argentí va consultar amb Gran Bretanya la possibilitat d'abandonar la neutralitat i unir-se als Aliats. El govern britànic va rebutjar de plànol la proposició reiterant el principi: la principal contribució argentina eren els subministraments i per garantir-los era necessari mantenir la neutralitat. En aquells dies també Estats Units sostenia una posició «neutralista» consolidada per les lleis de Neutralitat de 1935-1939 i el seu tradicional «aïllacionisme», encara que aquesta posició variaria radicalment quan les seves bases militars en el Pacífic van ser atacades per Japó el 7 de desembre de 1941.
Després de Pearl Harbor, en la III Reunió de Consulta de Ministres de Relacions Exteriors (Conferència de Riu de 1942) realitzada al gener de 1942, Estats Units va intentar que tots els països americans ho seguissin en bloc ingressant a la guerra. Per als Estats Units, que no resultava afectat de cap manera per la interrupció del comerç entre Argentina i Europa, la Segona Guerra Mundial se li presentava com una excel·lent oportunitat per acabar d'imposar la seva hegemonia continental, tant política (expressada en el panamericanisme) com a econòmica i desplaçar definitivament a Gran Bretanya del seu punt fort a Amèrica. Però Argentina, a través del seu canceller, Enrique Ruiz Guiñazú, es va oposar a l'entrada en la guerra dels països americans en bloc, frenant la proposta nord-americana. A partir de llavors la pressió nord-americana no deixaria de créixer fins a fer-se irresistible.
Enfront de la guerra, la població argentina es dividia en dos grans grups: «aliadòfils» i «neutralistes». El primer grup era favorable a l'ingrés de l'Argentina en la guerra en l'bàndol aliat, mentre que el segon sostenia que el país havia de mantenir-se neutral. Un tercer grup, els «germanófilos», era francament minoritari i davant la impossibilitat que Argentina entrés a la guerra recolzant a l'Eix, solia donar suport a la neutralitat confonent-se amb els neutralistes.
Tant el president Unió Cívica Radical Antipersonalista Roberto Marcelino Ortiz (1938-1942) com el conservador Ramón Castillo (1942-1943) havien mantingut la neutralitat, però era segur que el candidat oficial Robustiano Patró Costas li declararia la guerra a l'Eix. Aquesta circumstància va tenir un enorme pes en les Forces Armades, sobretot en l'Exèrcit, on la posició favorable a mantenir la neutralitat era majoritària.

## Situació econòmica i social

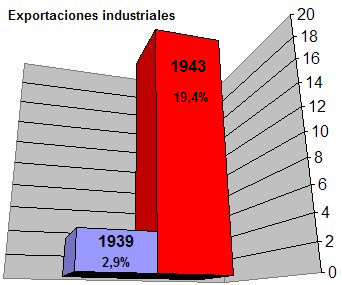
1943 va ser un any de gran creixement de la indústria i de la classe obrera. Les transformacions socioeconòmiques anticipaven grans canvis sociopolítics.

Una de les conseqüències directes de la Segona Guerra Mundial sobre la realitat argentina va ser el salt que va donar el procés d'industrialització. En 1943 per primera vegada l'índex de producció industrial va superar a l'agropecuari. Les exportacions industrials van augmentar del 2,9 % del total en 1939, al 19,4 % en 1943, encapçalades per la indústria tèxtil.
Entre 1941 i 1946, la classe obrera industrial havia crescut un 38 %, passant de 677.517 a 938.387 treballadors.
Les fàbriques es van concentrar principalment a l'àrea urbana de Buenos Aires que en 1946 reunia el 56 % dels establiments industrials i 61 % del total d'obrers del país.
D'altra banda la Gran Depressió de 1929 havia limitat el corrent migratori europeu, de manera tal que un nou corrent de migracions internes estava transformant per complet, quantitativa i culturalment, a la classe obrera. En 1936 el 36 % de la població de la ciutat de Buenos Aires era estrangera i només un 12 % provenia l'interior del país (zones rurals i petites ciutats); per 1947 els estrangers s'havien reduït al 26 % i els migrants interns s'havien duplicat aconseguint el 29 %. Entre 1896-1936 la mitjana anual de provincians que arribaven a Buenos Aires era de 8.000; aquesta mitjana va ascendir a 72.000 entre 1936-1943 i a 117.000 entre 1943-1947.
Les noves condicions socioeconòmiques i la concentració geogràfica anticipaven grans canvis sociopolítics amb epicentre a Buenos Aires.

## El cop d'estat del 4 de juny

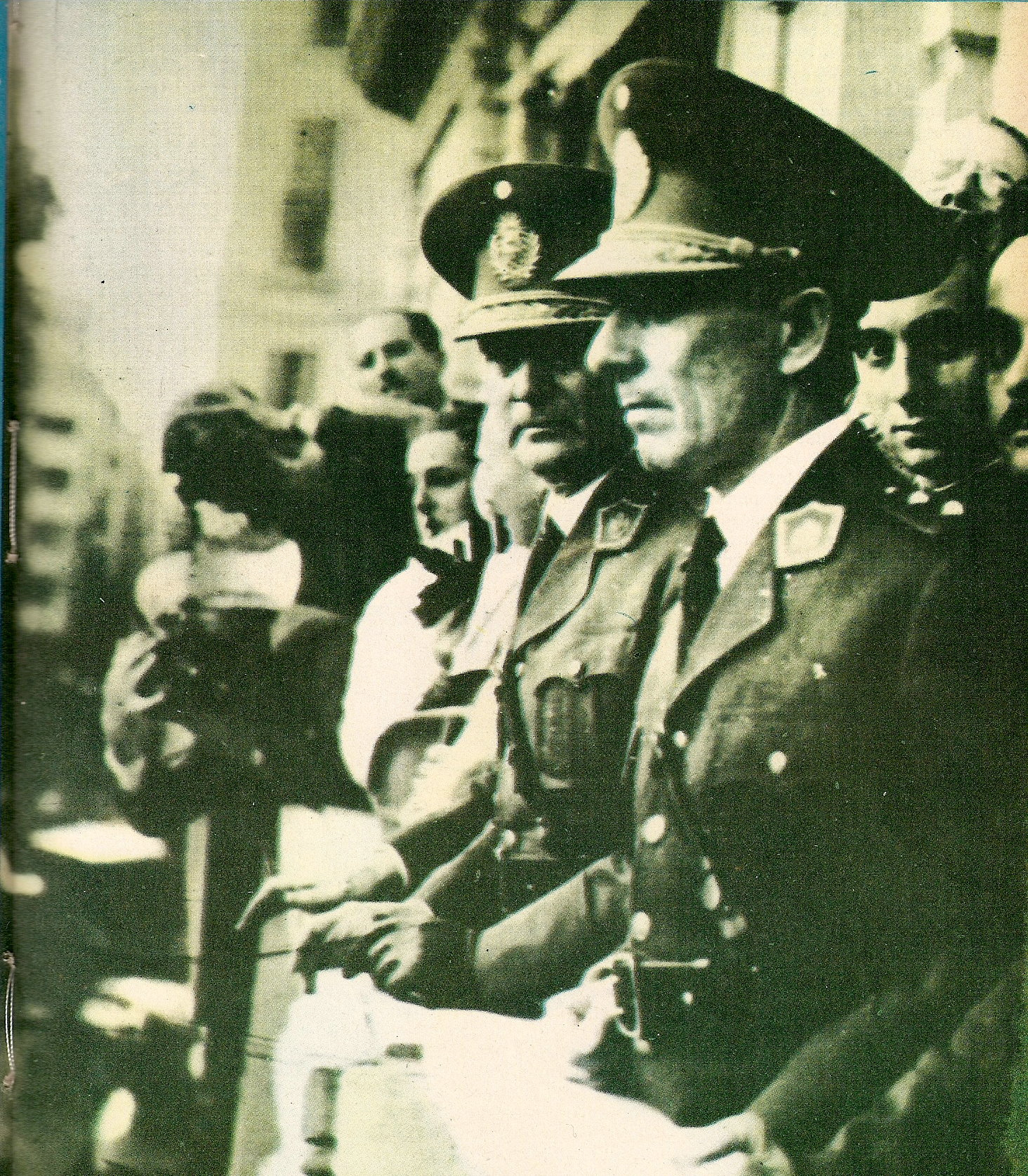
Els generals Arturo Rawson i Pedro Pablo Ramírez saluden a la multitud en Plaça de Maig el dia del cop d'estat, 4 de juny de 1943.

Si bé les Forces Armades havien estat un dels pilars que van sostenir als successius governs de la dècada infame, la seva relació amb el poder s'havia anat deteriorant en els últims anys, de la mà del canvi generacional en la seva composició i sobretot, de la mà del procés d'industrialització que va començar sostingudament al país en aquesta dècada. El desenvolupament de la indústria a Argentina (i en moltes parts del món) es va realitzar d'una manera íntimament relacionada amb les Forces Armades i les necessitats de la defensa nacional.
El president Ramón Castillo havia enfrontat diverses conspiracions militars i intents fallits de cop d'Estat i en aquest moment s'estaven produint diverses conspiracions cívic-militars (com la del GOU, la que portaven avanci el radical Ernesto Sanmartino i el general Arturo Rawson, les operacions que portava avanci el radical unionista Emilio Ravignani, etc.) No obstant això el cop del 4 de juny de 1943 no va ser previst per ningú i es va realitzar amb una gran dosi d'improvisació i, a diferència de tots els cops que es van produir al país, gairebé sense participació civil.
El fet concret que va desencadenar el cop militar va ser la renúncia que el president Castillo li va exigir el 3 de juny al seu Ministre de Guerra, el general Pedro Pablo Ramírez, per haver-se entrevistat el 26 de maig amb un grup de dirigents de la Unió Cívica Radical que li van oferir la candidatura a president en les eleccions que s'aveïnaven, encapçalant la Unió Democràtica, una aliança que l'ala moderada del radicalisme (els unionistes) estava tractant en aquells dies de concretar al costat del Partit Socialista i el Partit Demòcrata Progressista amb suport del comunisme.
El cop es va decidir el dia anterior en una reunió en Camp de maig dirigida pels generals Arturo Rawson i Pedro Ramírez. Té interès històric esmentar que no van participar d'aquesta reunió ni el general Edelmiro Farrell ni el coronel Juan Perón, els qui serien més endavant els conductors màxims de la Revolució del 1943; Farrell perquè es va excusar de participar del grup colpista per raons personals quan va ser convidat pel general Rawson, i Perón perquè no va poder ser trobat.
A la matinada del 4 de juny va sortir de Camp de Maig, al nord-oest de la Ciutat de Buenos Aires, una força militar de 8000 soldats encapçalada pels líders de l'aixecament: els generals Arturo Rawson i Elbio Anaya, els coronels Emilio Ramírez i Fortunato Giovannoni i el tinent coronel Tomás A. Ducó (famós president del Club Huracà). En arribar a l'Escola de Mecànica de l'Armada, al barri de Núñez, la columna va ser atacada per forces lleials atrinxerades allí, resultant del combat 30 morts i 100 ferits. Rendida la ESMA el president Castillo es va embarcar en el rastrejador Drummond amb ordre d'allunyar-se en direcció a Uruguai, deixant sola la Casa Rosada on van ingressar els generals Juan Pistarini, Armant Verdagauer, Pedro Pablo Ramírez i Edelmiro Farrell, i els almiralls Sabá H. Sueyro i Guisasola, els qui van rebre a la columna rebel poc després del migdia, assumint el general Arturo Rawson com a president.
En un primer moment totes les forces polítiques i socials van donar suport al cop, amb major o menor entusiasme, amb l'única excepció del Partit Comunista. El mateix va succeir amb Gran Bretanya i Estats Units, que van rebre el cop «amb crits de satisfacció», segons refereix sir David Kelly, ambaixador britànic a Argentina en aquest moment. L'ambaixada alemanya, per contra, va cremar els seus arxius el dia anterior.
Les caracteritzacions del cop varien molt entre els especialistes. José Luis Romero, ho va considerar una «maniobra de rescat del grup compromès amb la infiltració nazi, complicat amb la prevenció d'un viratge de Castillo cap als Estats Units» Miguel Ángel Scenna ho va descriure com "la contratapa històrica del cop del 6 de setembre de 1930… El 1930 va concloure un govern legal; en 1943 va acabar un govern semilegal". Des del moviment obrer, la CGT N.º 2 va caracteritzar el cop dient que "Amb la caiguda de Castillo el poble treballador va perdre un enemic, els especuladors un aliat, la coima i el peculado un indiferent i el nazi-feixisme el seu millor amic".

## Els organitzadors del cop. El paper del GOU
Aleshores les Forces Armades de l'Argentina estaven integrades només per dues forces: l'Exèrcit i l'Armada (Marina). La Marina estava integrada per oficials provinents en general de sectors aristocràtics i de classe alta. L'Exèrcit, per contra, venia sofrint importants canvis en la seva integració, apareixent nous grups d'oficials provinents de sectors mitjans i mitjans baixos, amb noves idees sobre la defensa vinculades a l'exigència de la industrialització i les empreses militars i a la necessitat d'un rol actiu de l'Estat per promoure aquestes activitats.
L'Exèrcit estava dividit en dos grans sectors: nacionalistes i liberals. Sense ser grups homogenis, els primers tenien en comú una preocupació especial pel desenvolupament de la indústria nacional, les relacions amb l'Església catòlica i una posició internacional autònoma; molts d'ells mantenien relacions estretes amb el radicalisme i en general provenien de sectors de classe mitjana. Els segons, els liberals, compartien una posició d'acostament als grans grups de poder econòmic, majoritàriament britànics o nord-americans, sostenien la premissa que el país havia de tenir una estructura productiva bàsicament agrícola-ramadera i solien provenir o pertanyien a la classe alta.
Els grans canvis polítics, econòmics i socials que s'havien produït durant la dècada del 30 van impulsar l'aparició d'una multiplicitat de grups amb nous enfocaments, no només en les Forces Armades, sinó en tots els sectors polítics i socials. Aquesta heterogeneïtat era mantinguda sota control pel lideratge indiscutit que el general Agustín P. Just tenia en l'àmbit militar. Però Just va morir precisament l'11 de gener de 1943, deixant a l'Exèrcit sense la contenció del seu lideratge i deslligant un procés de realiniament i lluites internes entre els diversos grups militars.
La majoria dels historiadors de totes les tendències van considerar que en l'organització del cop d'estat i al govern militar sorgit del mateix, va jugar un rol decisiu el GOU, Grup d'Oficials Units, una agrupació militar creada el 10 de març de 1943 i dissolta el 23 de febrer de 1944. No obstant això, més recentment, alguns historiadors han posat en dubte la veritable influència del GOU, qualificant-la de «mite».

L'historiador nord-americà Robert Potash, que ha estudiat detalladament l'actuació de l'exèrcit en la història argentina moderna, ha relativitzat molt la participació del GOU en el cop d'estat del 4 de juny:
| « | La direcció del GOU no controlava directament els recursos militars necessaris per a realitzar una revolució ... El moviment militar del 4 de juny no va ser resultat d'un pla elaborat acuradament pel GOU, o si més no per qualsevol altre grup d'oficials ... Més aviat va ser una ràpida improvisació els participants amb prou feines van concertar acords en relació amb objectius específics, fora de l'enderrocament del president Castell. | » |

Els historiadors no concorden sobre moltes de les circumstàncies del GOU però hi ha consens en què es va tractar d'un grup reduït d'oficials, amb un pes important dels de menor graduació, sobretot coronels i tinents coronels. El GOU mancava d'una ideologia precisa, però tots els seus integrants compartien una visió nacionalista, anticomunista, «neutralista» enfront de la guerra i summament preocupada per posar fi a els actes oberts de corrupció dels governs conservadors.
Els membres fundadors del GOU al maig de 1943 van ser:
- Coronels: Miguel Á. Montes, Enrique P. González, Juan Perón[31] i Emilio Ramírez (fill del general Pedro Pablo Ramírez). A mitjan juliol se sumaria Eduardo Ávalos completant el grup de comandament. Els últims serien coneguts com «els quatre coronels».[32]
- Tinents coronels: Urbà de la Vega, Domingo Mercant, Oscar A. Uriondo, Julio Lagos (seria un dels caps de la Revolució Libertadora), Sever Eizaguirre, Tomás A. Ducó (destacat dirigent de futbol), Arturo Saavedra, Aristóbulo Mittelbach, Bernardo Menéndez, Agustín de la Vega i Bernardo Guillanteguey.[33]
- Majors: Heràclit Ferrazano, Fernando González i Héctor Ladvocat.
- Capità: Francisco Filippi (gendre del general Pedro Pablo Ramírez).

Potash i Félix Lluna consideren que els iniciadores del grup van ser Juan Carlos Montes i Urbà de la Vega. Se sap també que els germans Montes eren actius radicals yrigoyenistas, amb estretes relacions amb Amadeo Sabattini (UCR), qui al seu torn era íntim amic d'Eduardo Ávalos amb qui també mantenia una relació estreta. Per la seva banda l'historiador Roberto Ferrero sosté que els dos "cervells" del GOU eren Enrique P. González i Emilio Ramírez. Finalment, els generals Pedro Pablo Ramírez i Edelmiro Farrell, mantenien estrets contactes amb el GOU; el primer i futur president, era pare del coronel Ramírez i sogre del capità Filippi.
Els historiadors tampoc es posen d'acord sobre el paper exercit per Perón en el GOU. Alguns, com Hugo Gambini i Fermín Chávez, des de posicions polítiques divergents, consideren que Perón, encara amb un grau militar relativament baix, va ser el cervell i el veritable líder del GOU. Uns altres, com Félix Lluna i Ferrero, li assignen a Perón un paper relativament relegat al començament. Potash considera que va tenir un paper important en la seva organització però compartit amb altres líders com Ramírez, González i Montes. Per la seva banda Rogelio García Lupo sosté que el GOU era en gran manera un mite, una operació d'intel·ligència militar. La veritat és que Perón no va ocupar càrrecs importants de poder al govern fins a finalitats de 1943, quan va assumir la Secretaria de Treball.
La presència del GOU expressava l'avanç dels oficials joves de l'Exèrcit, molts d'ells provinents de sectors mitjans i baixos sense influència, que van trobar un moment històric oportú per fer un pas al capdavant el 1943, en morir el general Agustín P. Just, qui havia controlat l'Exèrcit per gairebé dues dècades. Precisament, la Revolució del 43 es va caracteritzar per l'absència d'un lideratge definit.
Més enllà del debat sobre la veritable influència del GOU en la Revolució del 43, les Forces Armades, sobretot a partir de la mort del general Just, era un conjunt inestable de grups d'ideologies imprecises i relativament autònoms, que estaven desenvolupant relacions amb els vells i nous factors de poder i que anirien assumint posicions definides a mesura que el procés fos desembolicant-se.

## La fugaç dictadura del general Rawson

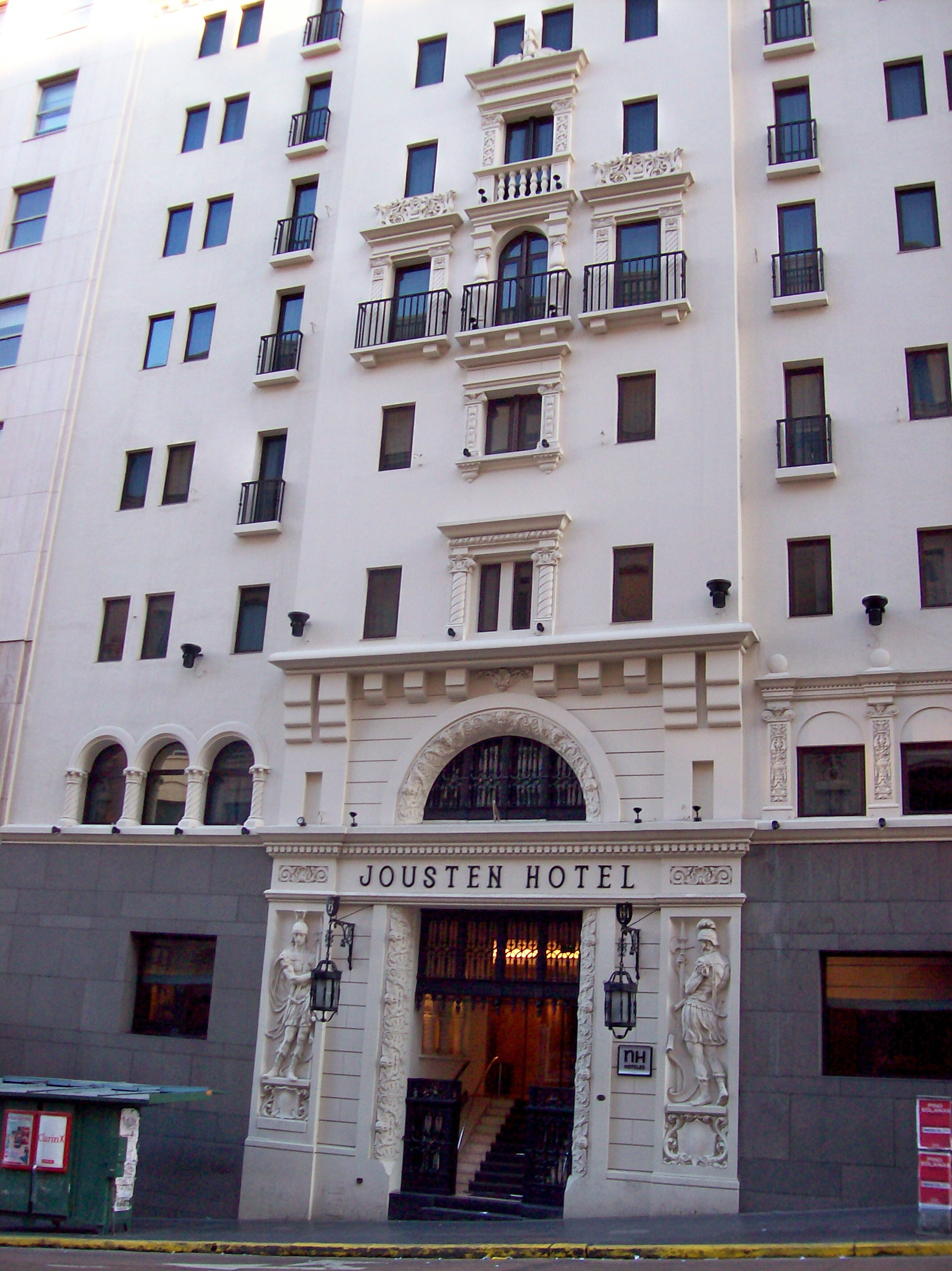
Hotel Jousten, a l'Avinguda Corrientes i 25 de Maig, a Buenos Aires. Allà es reunia el grup de conspiradors conegut com Els Generals del Jousten, dirigit pel general Arturo Rawson.

El general Arturo Rawson era un fervent catòlic, membre del conservador Partit Demòcrata Nacional i d'una tradicional família de l'aristocràcia argentina. Rawson dirigia un grup de conspiradors que ha estat cridat «els generals del Jousten» a causa del restaurant-hotel situat en Corrents i 25 de maig on es reunien.
El grup estava integrat per militars que ocuparien alts càrrecs al govern sorgit del cop: el General Diego I. Mason (agricultura) i els contraalmiralls Benito Sueyro (marina) i Sabá Sueyro (vicepresident), germans entre si. També formava part del grup, com a operador civil, el dirigent Ernesto Sammartino (UCR), qui va ser convocat per Rawson després del cop per organitzar el gabinet; però quan va arribar a la Casa Rosada, en el desordre de la revolució, ningú li va avisar a Rawson de la seva presència en la sala d'espera, per la qual cosa després d'esperar un temps prudencial es va retirar a la seva casa.
El problema se li va presentar l'endemà quan Rawson li va comunicar als caps militars els noms de les persones que integrarien el seu gabinet. Entre ells figuraven tres amics personals lligats al règim deposat i reconeguda pertinença dretana, el general Domingo Martínez, José María Rosa (fill) i Horaci Calderón. Els comandaments militars, que funcionarien permanentment en estat deliberatiu al llarg de la revolució, van rebutjar terminantment aquests noms i la insistència de Rawson a mantenir als qüestionats va desencadenar la seva renúncia el dia 6 de juny. Va assumir llavors el general Pedro Pablo Ramírez, precisament qui havia desencadenat el cop en ser remogut per Castillo després de la seva reunió amb els radicals per oferir-li la candidatura per la Unió Democràtica.
Dos anys després, el 1945, el general Rawson intentaria organitzar des de Còrdova un cop d'estat contra Farrell i Perón, que resultaria fallit però que va obrir camí al plantejo del general Ávalos i els oficials de Camp de maig que van portar a la renúncia i detenció de Perón, en la setmana prèvia a les mobilitzacions populars del 17 d'octubre.

## Dictadura del general Pedro Pablo Ramírez

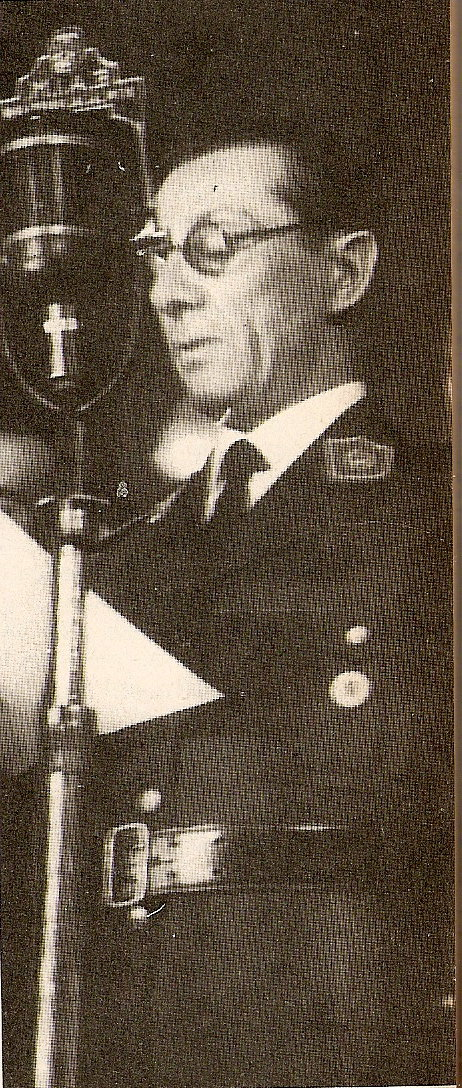
El general Pedro Pablo Ramírez en prendre jurament al seu primer gabinet, 7 de juny de 1943. Va ser president durant els primers vuit mesos de la Revolució del 43.

El 7 de juny el general Pedro Pablo Ramírez va jurar com a president i Sabá Sueyro com a vicepresident. Ramírez seria president durant els primers vuit mesos de la Revolució del 43. Havia estat Ministre de Guerra de Castillo i, pocs dies abans del cop, havia estat proposat per un sector del radicalisme per encapçalar la fórmula presidencial d'una aliança opositora en formació, amb el nom d'Unió Democràtica. El seu primer gabinet va estar format íntegrament per militars amb l'única excepció del Ministre d'Hisenda:
- Ministeri d'Hisenda: Jorge Santamarina
- Ministeri d'Interior: coronel Alberto Gilbert
- Ministeri de Relacions Exteriors: contraalmirall Segon Storni;
- Ministeri de Justícia i Instrucció Pública: coronel Elbio Anaya
- Ministeri de Marina: contraalmirall Benito Sueyro
- Ministeri d'Exèrcit: general Edelmiro J. Farrell
- Ministeri d'Agricultura: general de brigada Diego I. Mason
- Ministeri d'Obres Públiques: vicealmirall Ismael Galíndez

Al gabinet no hi havia cap membre del GOU però dos d'ells van ser designats en llocs estratègics: els coronels Enrique P. González en la secretaria privada de la presidència i Emilio Ramírez, fill del president, com a Cap de Policia de la Ciutat de Buenos Aires. Aquests dos, el coronel Gilbert i el contraalmirall Sueyro, es constituirien en el grup íntim del President Ramírez. El coronel Juan Perón va quedar a càrrec de la secretaria del Ministeri d'Exèrcit sota el comandament del Ministre, el general Farrell, un càrrec important però de menor rellevància.

### Primeres mesures
Les primeres mesures adoptades pels governs de Ramírez i Rawson van limitar les llibertats individuals i van reprimir a sectors polítics i socials. Des del mateix 4 de juny de 1943 les noves autoritats van efectuar detencions de dirigents i militants comunistes que en la seva majoria van ser allotjats en presons de la Patagonia, com la situada a la ciutat de Neuquén, en tant uns altres van poder escapar a la clandestinitat o a l'exili a Uruguai.
El 6 de juny es va detenir i va enviar al Sud als directius de la Federació Obrera de la Indústria de la Carn, els seus locals van ser clausurats i el secretari general José Peter va estar pres sense procés un any i 4 mesos. El juliol el govern va declarar dissolta la CGT n° 2, on estaven els sindicats que recolzaven als partits socialista i comunista a partir de l'escissió de la Confederació General del Treball ocorreguda a l'octubre de 1942.
El 15 de juny el govern va dissoldre l'associació proaliada Acció Argentina. L'agost s'aprova un règim d'associacions professionals que accentua el control de l'Estat sobre els sindicats.[47]El 23 d'agost es va nomenar un interventor militar en la Unió Ferroviària, el sindicat dels treballadors de les empreses de ferrocarril, desplaçant a les seves autoritats.
Es va resoldre dissoldre el Congrés Nacional i intervenir la Universitat Nacional del Litoral. Aquestes mesures obririen la confrontació amb amplis sectors polítics i socials, especialment amb el moviment estudiantil.
Simultàniament amb aquestes mesures el govern de Rawson va disposar el congelament de lloguers i arrendaments rurals, que va tenir un efecte positiu entre els treballadors i els chacareros (petits i mitjos productors rurals), i la creació d'una Comissió Investigadora (Matías Rodríguez Conde, Juan Sabato i Juan P. Oliver) de l'escàndol de la CHADE, que tenia com a missió aprofundir la lluita contra la corrupció i que va produir el conegut Informi Rodríguez Conde, que va ser acabat el 27 de maig de 1944 proposant dos decrets per retirar a la CHADE la seva personeria jurídica, anul·lant les pròrrogues i reduint les tarifes. No obstant això l'informe no va ser publicat sinó fins a 1956 i els projectes no van anar si més no tractats per decisió del llavors vicepresident de facto Juan D. Perón. CHADE va ser una de les poques empreses no estatizades durant el govern de Perón (1946-1955), ja que ella havia ajudat financerament en la campanya de Perón per a les eleccions.

### La renúncia de l'Almirall Storni

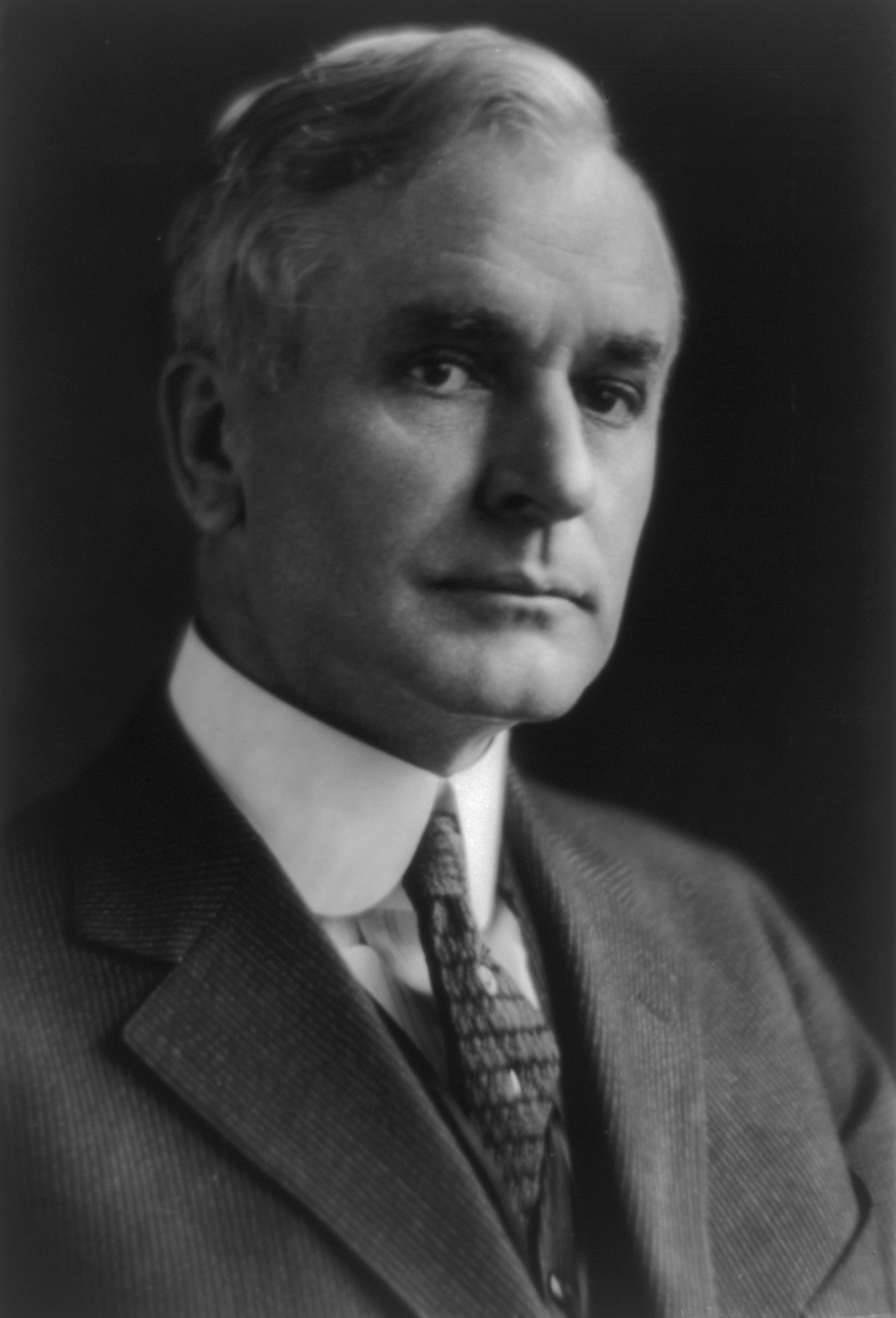
El Secretari d'Estat dels Estats Units, Cordell Hull, va causar la renúncia del «aliadófilo» canceller argentí, l'almirall Segon Storni, i el seu reemplaçament pel «neutralista» coronel Alberto Gilbert.

En aquests primers mesos també es va produir l'incident que portaria a la renúncia del Ministre de Relacions Exteriors, l'Almirall Segon Storni. Storni era un dels pocs militars argentins en aquells dies que tenia simpaties pels Estats Units on havia viscut diversos anys. Si ben era un nacionalista, també era «aliadófilo» i partidari que l'Argentina ingressés a la guerra. En aquest camí, el 5 d'agost de 1943 li va enviar una carta personal al Secretari d'Estat nord-americà, Cordell Hull, anticipant-li que era intenció de l'Argentina trencar relacions amb les potències de l'Eix, però també li sol·licitava paciència per anar creant un clima de ruptura al país, alhora que algun gest dels Estats Units en matèria de subministrament d'armaments, que anés aïllant als «neutralistes». Amb la finalitat de pressionar al govern argentí, Cordell Hull va fer pública la carta de Storni, qüestionant a més en durs termes el tradicional «neutralisme» argentí.
El fet va produir un resultat contrari a l'esperat, causant una recrudescència del ja fort sentiment anti nord-americà —sobretot en les Forces Armades— portant a la renúncia de Storni i al seu reemplaçament per un «neutralista», el coronel Alberto Gilbert, que fins llavors s'exercia com a Ministre de l'Interior. Per ocupar aquest últim càrrec, al seu torn, Ramírez va designar un membre del GOU, el coronel Luis César Perlinger, un nacionalista catòlic-hispanista que a l'any següent encapçalaria la reacció de dreta contra el duo Farrell-Perón.
La renúncia de Storni va arrossegar les de Santamarina (Hisenda), Galíndez (Obres Públiques) i Anaya (Justícia), i va obrir les portes del govern al sector ultradretà del nacionalisme catòlic-hispanista, que va ocupar també el nou Ministeri d'Educació a través del conegut escriptor Gustavo Martínez Zuviría (Hugo Wast). Fins llavors, pesi a les pressions dels nacionalistes, Ramírez havia sostingut en els seus càrrecs als dirigents "liberals"; però la caiguda de Storni i l'ascens de Perlinger va portar als nacionalistes a l'hegemonia al govern.

### La política educativa i l'oposició estudiantil
La Revolució del 1943 li va lliurar la gestió educativa al nacionalisme catòlic-hispanista de dreta. El procés va començar el 28 de juliol de 1943 quan el govern va intervenir la Universitat Nacional del Litoral nomenant interventor a Jordán Bruno Genta. La Federació Universitària del Litoral (FUL) va protestar enèrgicament per la designació de Genta, al que el govern militar va respondre detenint al seu secretari general i expulsant als estudiants i professors que van manifestar la seva oposició.
La Universitat argentina es regia pels principis de la Reforma Universitària de 1918 que va establir l'autonomia universitària, la participació dels estudiants al govern universitari i la llibertat de càtedra. Genta, conegut per les seves idees ultradretanes i antireformistes, poc després d'assumir va sostenir que el país necessitava crear «una aristocràcia de la intel·ligència, nodrida de l'estirp romana i hispànica». Aquestes declaracions van produir el primer enfrontament entre les forces que adherien a la Revolució del 43, quan el grup nacionalista radical FORJA, que recolzava a la Revolució del 43, va criticar durament el discurs de Genta considerant que era «la lloança màxima al bandidaje universitari que ha traficat amb tots els béns de la Nació». A causa d'aquestes declaracions el govern militar va empresonar a Arturo Jauretche.
Si ben Genta va ser obligat a renunciar, la confrontació del govern amb el moviment estudiantil es va generalitzar i va polaritzar a l'extrem, mentre que el sector nacionalista catòlic-hispanista va seguir avançant i ocupant posicions d'importància al govern militar. Per al mes d'octubre, Ramírez havia intervingut totes les universitats i aprofundit la participació del nacionalisme catòlic de dreta, amb la incorporació ja esmentada dels ministres Perlinger i Martínez Zuviría, alhora que declarava fora de la llei a la Federació Universitària Argentina (FUA).

La ideologia d'aquest grup (ultracatòlica, hispanista, elitista, antidemocràtica i antifeminista) va ser definida en aquell moment a través de diverses frases provocadores:
| « | Sarmiento va dur tres plagues al país: els italians, els moixons i les mestres normals. | » |

| « | L'escola laica es una invenció diabòlica. | » |

| « | Hem de cultivar i mantindre la nostra personalitat diferenciada, dins del tronc institutor, que es crioll, per tant hispànic, catòlic, apostòlic i romà. | » |

### Novembre de 1943: Ressorgiment de Perón i protagonisme sindical

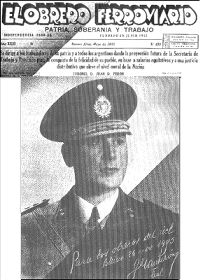
Diaris del sindicat ferroviari recolzant a Perón. El coronel Perón va establir una aliança amb un ampli grup de sindicats de diverses tendències que es va organitzar com a corrent laborista-nacionalista influint notablement en el curs de la Revolució del 43.

Els historiadors tenen diverses opinions sobre el grau d'influència que Juan Perón tenia en la política argentina abans del 27 d'octubre de 1943, en assumir l'adreça d'una repartició insignificant: el Departament de Treball. La veritat és que aquesta va ser la primera repartició estatal dirigida per Perón i que és recentment a partir de llavors que la seva figura comença a prendre rellevància pública, de la mà de l'ingrés dels sindicats al primer pla de la vida política nacional.
El govern de Ramírez havia assumit enfront dels sindicats una actitud similar als governs antecessors: escassa importància política i institucional, incompliment generalitzat de les lleis laborals, simpatia pro-patronal i repressions puntuals.
En 1943 el moviment obrer argentí, el més desenvolupat d'Amèrica Llatina en aquells dies, estava dividit en quatre centrals: CGT №1 (majoritàriament socialistes i sindicalistes revolucionaris) on estaven els poderosos sindicats ferroviaris, CGT №2 (socialistes i comunistes), la petita USA (sindicalistes revolucionaris) i la ja gairebé inexistent FORA (anarquistes). Una de les primeres mesures de Ramírez va ser dissoldre la CGT №2, dirigida pel socialista Francisco Pérez Leirós, i que incloïa importants sindicats com el d'empleats de comerç encapçalat pel socialista Ángel Borlenghi i els sindicats comunistes (construcció, carn, etc.), acusant-la d'extremista. Paradoxalment la mesura va tenir com a efecte immediat l'afiliació de molts dels sindicats de la CGT №2, a l'ara única CGT, dirigida pel també socialista José Domenech, enfortint-la.
Poc després el govern va sancionar una legislació sobre sindicats, que si bé complia algunes expectatives sindicals, al mateix temps permetia la intervenció dels mateixos per part de l'Estat. De seguida el govern de Ramírez va fer ús d'aquesta llei per intervenir els poderosos sindicats ferroviaris i cor de la CGT, la Unió Ferroviària i La Fraternitat. A l'octubre una sèrie de vagues van ser respostes amb l'arrest de desenes de dirigents obrers. Aviat va resultar evident que el govern militar estava integrat per influents sectors anti-sindicals.
Des del moment mateix que es va produir el cop d'estat, el moviment sindical havia començat a discutir una estratègia de relacionamiento amb el govern militar. Diversos historiadors entre els quals es destaquen Samuel Baily, Julio Godio i Hiroshi Matsushita, han demostrat que el moviment obrer argentí havia vingut evolucionant des de finalitats de la dècada del 20 cap a un nacionalisme laborista,[nota 4] que implicava un major compromís dels sindicats amb l'Estat.
El primer pas ho van donar els dirigents de la CGT №2, encapçalats per Francisco Pérez Leirós, els qui es van entrevistar amb el Ministre de l'Interior, general Alberto Gilbert. Els sindicalistes li van demanar al govern convocar a eleccions i li van oferir el suport d'una marxa sindical a la Casa Rosada, però el govern va rebutjar l'oferiment i va dissoldre la CGT №2.

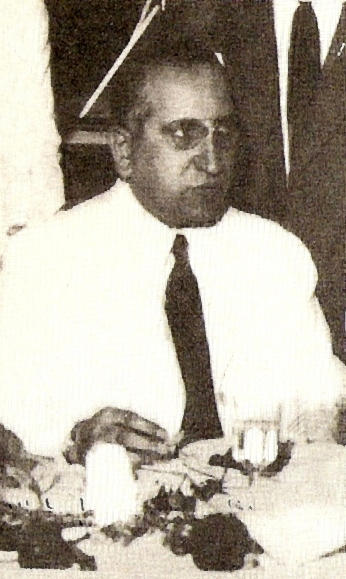
El dirigent sindical socialista Ángel Borlenghi, secretari general de la Confederació d'Empleats de Comerç, va encapçalar el grup sindical que va prendre contacte amb Perón i va donar origen al nou corrent sindical laborista-nacionalista. Durant la presidència d'aquest últim Borlenghi seria Ministre de l'Interior i el segon home del govern. Va ser el primer sindicalista a Argentina a ocupar un càrrec al govern.

Poc després un altre grup sindical encapçalat ara per Ángel Borlenghi (socialista i secretari general de la poderosa Confederació General d'Empleats de Comerç en la CGT №2), Francisco Pablo Capozzi (La Fraternitat) i Juan A. Bramuglia (Unió Ferroviària), va optar encara que amb reserves i desconfiança, per establir relacions amb un sector del govern militar més inclinat a acceptar els reclams sindicals, per anar conformant una aliança capaç d'influir sobre el curs dels esdeveniments. La persona triada per al contacte inicial va ser el coronel Domingo Mercant, fill d'un important dirigent sindical ferroviari i membre del GOU. Mercant, al seu torn, va convocar al seu soci polític i íntim amic, el coronel Juan Perón.
Els sindicalistes van proposar als militars crear una Secretaria de Treball, enfortir la CGT i sancionar una sèrie de lleis laborals que acceptessin els reclams històrics del moviment obrer argentí. En aquesta reunió Perón va intentar sintetitzar el reclam sindical definint-ho com una política per dignificar el treball.
A partir de llavors els coronels Perón i Mercant van començar a reunir-se sistemàticament amb els sindicats. El 30 de setembre de 1943 van mantenir una reunió pública amb 70 dirigents sindicals amb motiu d'una vaga general revolucionària declarada per la CGT per a octubre, recolzada per tota l'oposició. En aquesta reunió els sindicalistes comunistes van exigir com a condició prèvia a qualsevol diàleg amb el govern, la llibertat de José Peter, secretari general del Sindicat de la Carn, que havia estat recentment empresonat amb motiu d'una vaga declarada en els frigorífics. Perón va intervenir personalment en el conflicte, va pressionar a les empreses perquè realitzessin un conveni col·lectiu amb el sindicat (el primer en el sector) i va obtenir l'alliberament del dirigent comunista.
D'altra banda, Alain Rouquié assenyala que en les tratativas dutes a terme pels coronels Perón i Mercant, van donar com a resultat la subscripció d'un conveni amb el flamant Sindicat Autònom de la Carn de Berisso i Ancorada, en oberta oposició a la comunista "Federació Obrera de la Indústria de la Carn" (FOIC), més representativa i d'abast nacional.
L'efecte sobre el moviment obrer va ser notable i el grup de sindicalistes partidaris d'una aliança amb aquest sector del govern militar va créixer, incorporant a altres socialistes com José Domenech (ferroviari), David Diskin (empleats de comerç), Alcides Montiel (cervecero) i Lucio Bonilla (tèxtil); sindicalistes revolucionaris provinents de la USA, com a Luis Gai (telefònic) i Modest Orozo (telefònic); i fins i tot a alguns comunistes com René Stordeur (gràfics) i Aurelio Hernández (sanitat) i fins a trotskistas com Ángel Perelman (metal·lúrgic). Un dels primers efectes de la nova relació establerta entre sindicalistes i militars, va ser la no participació de la majoria dels sindicats en la vaga general revolucionària convocada, que va passar inadvertida.
Poc després, el 27 d'octubre de 1943 la precària aliança entre sindicalistes i militars va aconseguir que Ramírez designés a Perón com a Director del Departament de Treball, un càrrec aparentment sense valor algun. Una de les seves primeres mesures va ser remoure als interventors dels sindicats ferroviaris i nomenar en el seu lloc al coronel Mercant. Simultàniament el Comitè Central Confederal de la CGT integrat per socialistes, va decidir crear una Comissió pro Unitat Sindical amb la finalitat de restablir una central única, objectiu tradicional del moviment obrer argentí.
Un mes després, el 27 de novembre de 1943, Perón amb el suport del General Farrell, va aconseguir que el President Ramírez aprovés la creació de la Secretaria de Treball i Previsió, amb un estatus similar a un ministeri i dependència directa del President de la Nació.
Com a Secretari de Treball Perón va realitzar una obra notable, fent aprovar les lleis laborals que havien estat reclamades històricament pel moviment obrer argentí (generalització de la indemnització per acomiadament que existia des de 1934 per a empleats de comerç, jubilacions per a empleats de comerç, Estatut del Peó de Camp, hospital policlínico per als treballadors ferroviaris, escoles tècniques per a obrers, prohibició de les agències de col·locacions, creació de la justícia laboral, aguinaldo), donant més eficàcia a la policia de treball ja existent per garantir la seva aplicació i impulsant per primera vegada la negociació col·lectiva, que es va generalitzar com a regulació bàsica de la relació entre el capital i el treball. També va deixar sense efecte el decret-llei d'associacions sindicals sancionat per Ramírez en les primeres setmanes de la revolució, que era criticat per tot el moviment obrer.
De la mà amb aquesta activitat Perón, Mercant i el grup inicial de sindicalistes que van concretar l'aliança (els socialistes Borlenghi i Bramuglia, principalment), van començar a organitzar un nou corrent sindical que aniria assumint una identitat laborista-nacionalista. El grup va assumir una posició anticomunista ja present en la CGT №1 i, recolzant-se en el poder de la Secretaria de Treball, va organitzar nous sindicats en les branques en què no hi havia (químics, electricitat, tabac) i va obrir sindicats paral·lels orientats principalment a afeblir als sindicats comunistes (carn, construcció, tèxtils, metal·lúrgics).

### Fi de la neutralitat i crisi del govern de Ramírez
A començaments de 1944, l'aliança de Perón amb els sindicats va portar a la primera gran divisió interna entre els militars. Bàsicament van aparèixer dos grups:
- el primer, liderat pel president Ramírez, el general Juan Sanguinetti (interventor de la crucial Província de Buenos Aires) i els coronels Luis César Perlinger, Enrique P. González i Emilio Ramírez (el fill del president), es recolzava en el nacionalisme catòlic-hispanista de dreta i qüestionava la política laboral pro-obrera de Perón. Aquest grup va aconseguir atreure a altres sectors, de procedències dispars, que es manifestaven preocupats per l'avanç sindical al govern i pretenia bàsicament destituir a Farrell i reemplaçar-ho pel General Anaya.[64]
- el segon, liderat pel General Farrell i el coronel Perón. Aquest grup no recolzava a Ramírez ni el seu pla de perpetuació al govern, i havia iniciat una estratègia de dotar de bases populars a la Revolució del 43, aprofundint d'una banda la reeixida aliança amb els sindicats en direcció a formar un nacionalisme laborista i per l'altre, buscant suports en els partits polítics, principalment els radicals intransigents i específicament Amadeo Sabattini en direcció a consolidar el nacionalisme econòmic present en el yrigoyenismo.

Ferrero sosté que el duo Farrell-Perón intentava conformar un «nacionalisme popular» orientat a una sortida democràtica del règim, que confrontava amb el «nacionalisme elitista» no democràtic que sostenia a Ramírez.
Superposada amb aquesta divisió interna del poder militar, el govern enfrontava una situació internacional que li era francament desfavorable i en la qual havia quedat completament aïllat. Al començament de 1944 resultava evident que Alemanya perdria la guerra i la pressió dels Estats Units perquè l'Argentina abandonés la neutralitat era ja irresistible.
El procés es va desencadenar el 3 de gener de 1944, quan Ramírez va reconèixer al nou governo bolivià, derivat d'un cop d'estat liderat per Gualberto Villarroel. Bolívia es va declarar partidari de la neutralitat i va proposar crear un Bloc Austral neutralista, al costat de l'Argentina i Xile, els únics que es mantenien neutrals a Amèrica. A això es va agregar l'escàndol per la detenció pels britànics del marí Osmar Helmuth, un agent secret alemany que havia estat enviat per Ramírez, Gilbert i Sueyro a comprar armes a Alemanya.
Estats Units va reaccionar enèrgicament, denunciant que Argentina havia promogut el cop d'estat bolivià, i enviant com a amenaça un portaavions al Riu de la Plata, que va ancorar a Montevideo. La reacció nord-americana va produir una bolcada immediata dels caps militars argentins i el 26 de gener de 1944 l'Argentina va trencar relacions amb Alemanya i Japó.
La ruptura de relacions va produir una crisi al govern, a causa del descontentament generalitzat en les Forces Armades, fonamentalment en el grup nacionalista catòlic-hispanista de dreta, principal suport del President Ramírez. Gustavo Martínez Zuviría va renunciar llavors al Ministeri d'Educació i el mateix va fer Tomás D. Casessis a la intervenció de la UBA. Poc després, el 15 de febrer, van renunciar també els principals sostenedores de Ramírez, els coronels González i el seu fill Emilio i l'endemà el Coronel Gilbert. Les hores del president estaven explicades.

### La Caiguda de Ramírez
El 22 de febrer el GOU ja havia decidit enderrocar a Ramírez per la ruptura de relacions amb l'Eix; com havien jurat sostenir al president, van resoldre la qüestió autodisolviendo el GOU, amb el qual quedaven formalment lliurats del jurament. L'endemà, els mateixos oficials es van reunir novament per exigir la renúncia de Ramírez. A partir d'aquest moment, durant dues setmanes la situació quedaria indefinida, fins a la renúncia del president el dia 9 de març.

Intentant anticipar-se als fets, a primera hora del 24 de febrer Ramírez li va demanar la renúncia al General Farrell, Vicepresident i Ministre de Guerra. Est va respondre convocant als caps de les guarnicions principals al seu despatx i ordenant envoltar la residència presidencial. Aquesta mateixa nit els caps de les guarnicions properes a Buenos Aires es van presentar davant Ramírez i li van exigir la renúncia. Ramírez va presentar llavors el següent text de renúncia, redactat pel coronel Enrique P. González:
| «                                                                          | El poble de la República: Com he deixat de merèixer la confiança dels caps i oficials de les guarnicions de la Capital Federal, Camp de Maig, Palomar i La Plata, segons m'ho acaben de manifestar personalment aquests caps, i com no desitjo comprometre la sort del país, cedeixo davant la imposició de la força i va presentar la renúncia al càrrec. | » |
| — Pedro P. Ramírez, general de divisió. Buenos Aires, 24 de febrer de 1944 | |   |

El text de la renúncia incloïa un parany, ja que la utilització de les paraules «cedeixo davant la imposició de la força» indicava una revolució, i no una successió dins del propi règim. Per a aquests casos, la recent panamericanista Doctrina Guani impulsada pels Estats Units, imposava que 
| « | ... qualsevol govern establert per la força durant la guerra no havia de ser reconegut fins que els altres països americans haguessin consultat a fi de decidir si semblava disposat a complir amb els compromisos interamericans. | » |

D'aquesta manera el nou govern podia quedar sense reconeixement i aïllat internacionalment, la qual cosa finalment va succeir.
Els caps militars van rebutjar els termes de la renúncia de Ramírez qui finalment va acceptar invocar la «fatiga» com a raó per «delegar» el càrrec de President en el vicepresident Farrell, qui l'endemà, 25 de febrer va assumir «interinament».
Tanmateix, formalment Ramírez seguia sent president i va continuar operant juntament amb el seu cercle més proper. El 29 de febrer a la tarda, vint-i-un generals van començar a reunir-se per analitzar una sortida electoral (entre ells estaven Arturo Rawson, Manuel Savio, Elbio Anaya, etc.). Aquest mateix dia el tinent coronel Tomás A. Ducó, creient que la reunió dels generals iniciava un cop d'estat de suport a Ramírez, va revoltar l'estratègic Regiment 3 d'Infanteria i ho va dirigir a Llomes de Zamora, on va prendre els edificis i posicions claus, atrinxerant-se. L'endemà es va rendir.
Les reunions dels generals van continuar incorporant també a almiralls i a radicals i socialistes. El 4 de març Ramírez li va encomanar al dirigent polític radical Ernesto Sammartino organitzar un aixecament civil, que no va prosperar.
Finalment el 9 de març el general Ramírez va presentar la seva renúncia en un extens document, difós públicament, en el qual relata tots els passos que van portar a la seva deposició. Utilitzant el text de renúncia del president Ramírez, Estats Units no reconeixeria al nou govern i retiraria al seu ambaixador a Buenos Aires, pressionant a la resta de les països llatinoamericans i a Gran Bretanya perquè fessin els mateix.
D'aquesta manera el 25 de febrer de 1944 va assumir la presidència el vicepresident, general Edelmiro Farrell, primer interinament i definitivament a partir del 9 de març.

## Dictadura del general Edelmiro Farrell

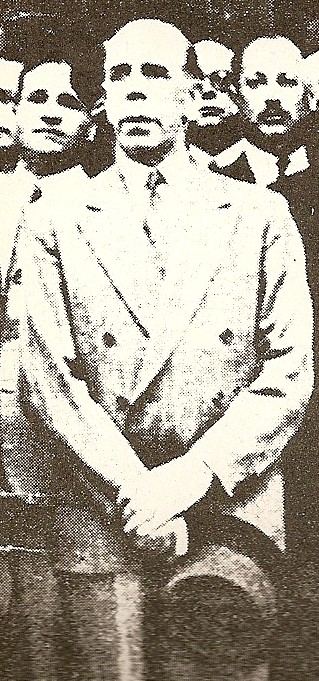
El General Edelmiro Farrell va ser el president els últims dos anys de la Revolució del 43. Va establir una estreta aliança amb el coronel Juan Perón.

El general Edelmiro Farrell havia estat designat vicepresident el 15 d'octubre de 1943, després de la defunció de Sabá Sueyro i d'un intent de Ramírez de desplaçar-ho del govern mitjançant una operació militar encapçalada pel General Santos V. Rossi. El seu govern es caracteritzaria per la doble tensió de representar a un exèrcit majoritàriament neutralista i la impossibilitat de resistir la pressió creixent dels Estats Units perquè Argentina s'alineés incondicionalment, a mesura que la derrota d'Alemanya i Japó es tornava irreversible.
Des d'un principi Farrell es va veure enfrontat amb el general Luis César Perlinger, Ministre de l'Interior i referent del nacionalisme catòlic-hispanista de dreta. El principal suport de Farrell seria Perón i la seva reeixida política laboral, a qui va aconseguir designar també com a Ministre de Guerra, malgrat l'oposició de la majoria dels exmembres del GOU que, alarmats per les relacions de Perón amb els sindicats, van arribar a designar al General Juan C. Sanguinetti per a aquest càrrec, operació que va ser revertida a causa de la insistència terminant de Farrell.
El 31 de maig per recomanació del ministeri de Guerra creo per decret N°. 13941 un nou territori nacional a l'àrea petroliera de Comodoro Rivadavia. Aquesta ciutat es tornaria capital de la governació Militar de Comodoro Rivadavia. La mateixa perduraria fins a 1955.
A finalitats de maig el general Perlinger va intentar iniciar el camí per desplaçar al duo Farrell-Perón proposant-se entre els ex membres del GOU per ocupar el càrrec vacant de vicepresident. No obstant això, contra l'esperat, va perdre la votació interna entre els oficials. El 6 de juny de 1944 Perón va aprofitar el pas en fals de Perlinger per demanar la seva renúncia, sent recolzat immediatament per Farrell. Sense una altra alternativa, Perlinger va renunciar i el propi Perón va ser designat vicepresident, sense deixar els seus altres càrrecs. El duo Farrell-Perón aconseguia així el seu màxim poder, que seria utilitzat en els mesos següents per anar expulsant del govern als altres homes del nacionalisme de dreta: Bonifacio del Carril, Francisco Ramos Mejía, Julio Lagos, Miguel Iñiguez, Juan Carlos Poggi, Celestino Genta, entre uns altres.

### Pressió dels Estats Units

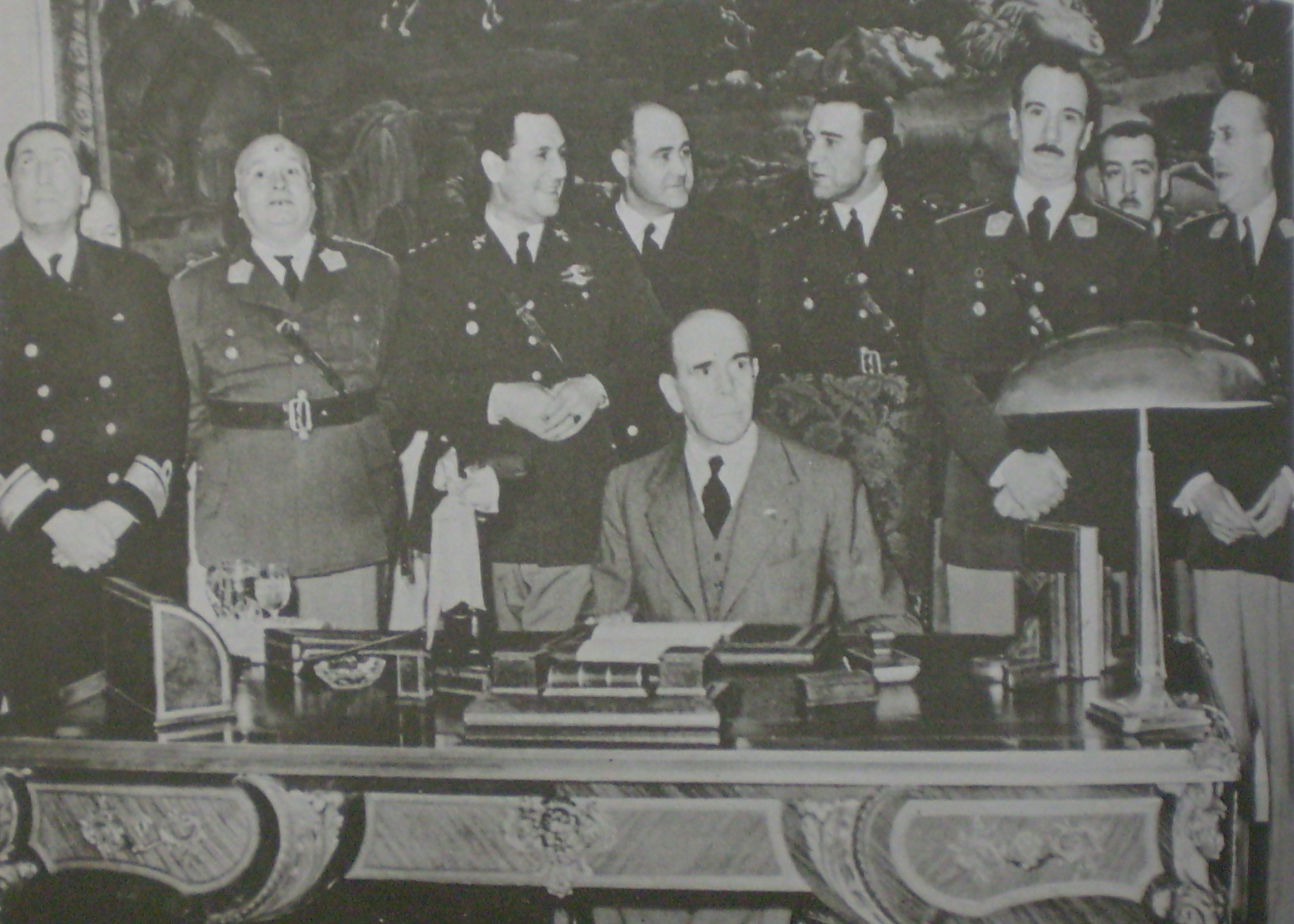
Farrell i el seu gabinet. En la primera fila: Alberto Tessaire, Diego Mason, Juan Perón, Peluffo i Juan Pistarini

Simultàniament els Estats Units va incrementar la pressió sobre Argentina, presentant-la com una amenaça contra la democràcia, amb la doble fi que declarés la guerra a l'Eix i abandonés l'òrbita britànica-europea, objectius que es trobaven profundament relacionats.
El 22 de juny va retirar al seu ambaixador, fet que va ser seguit per tots els altres governs llatinoamericans. Només Gran Bretanya va mantenir al seu ambaixador, David Kelly, a Buenos Aires. Gran Bretanya rebutjava la caracterització nord-americana del règim argentí i acceptava el «neutralisme» com un mecanisme per garantir l'aprovisionament de la seva població i exèrcits. Però per sobre de tot Gran Bretanya era conscient que l'objectiu real dels Estats Units era desplaçar-la com a poder econòmic dominant, imposant a Argentina un govern pro-nord-americà i no estava disposada a facilitar-ho (Estats Units precisaria gairebé dues dècades més per establir la seva hegemonia a Argentina). Va ser necessari que el President Franklin Delano Roosevelt parlés personalment amb Winston Churchill perquè Gran Bretanya retirés al seu ambaixador. El Secretari d'Estat nord-americà, Cordell Hull, recorda el fet en les seves Memòries i relata que Churchill va acabar acceptant l'exigència «molt a la seva pesar i gairebé amb fastiguejo».

Els britànics sostenien que Estats Units distorsionava intencionalment els fets en presentar a l'Argentina com un «un perill» per a la democràcia. John Victor Perowne, cap del Departament Sud-americà del Foreign Office alertava:
| « | Si l'Argentina pot efectivament ser sotmesa, el control del Departament d'Estat sobre l'hemisferi occidental serà total. Això contribuirà simultàniament a mitigar els possibles perills de la influència russa i europea sobre Amèrica Llatina, i apartarà a l'Argentina del que se suposa és la nostra òrbita. | » |

L'agost Estats Units va congelar les reserves argentines als seus bancs i al setembre va cancel·lar tots els permisos d'exportació a Argentina d'acer, fusta i productes químics, prohibint a qualsevol vaixell d'aquesta nacionalitat entrar en ports argentins. Finalment Estats Units va sostenir una política de suport ple i militarització de Brasil, paradoxalment governat llavors per la dictadura del feixista Getúlio Vargas.
Les mesures preses per Estats Units van aïllar a Argentina, però simultàniament també van portar a un aprofundiment de la política industrialista i laboral.

### Política laboral i social

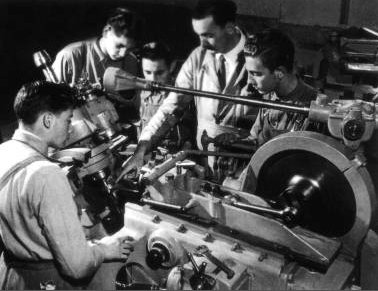
Les escoles tècniques creades per Juan Perón van ser part tant d'un reclam sindical com d'una política d'industrialització. Entre 1941 i 1946, la classe obrera industrial havia crescut un 38 %, passant de 677.517 a 938.387 treballadors.

Durant 1944 Farrell va impulsar decididament les reformes laborals que proposava la Secretaria de Treball. Aquest any el govern va convocar a sindicats i ocupadors a negociar convenis col·lectius, un procés que no tenia precedents al país. Es van signar 123 convenis col·lectius que aconseguien a més d'1.400.000 obrers i empleats. A l'any següent se signarien altres 347 convenis cobrint a 2.186.868 treballadors.
El 18 de novembre de 1944 es va anunciar la promulgació de l'Estatut del Peó de Camp (Decret llei N° 28.194) sancionat el mes anterior, modernitzant la situació semifeudal en què encara es trobaven els treballadors rurals, alarmant als grans estanciers (latifundistes) que controlaven les exportacions argentines. El 30 de novembre es van establir els tribunals de treball, molt resistits també pel sector patronal i els grups conservadors.
Dins de la política sanitària el president Farrel va dictar el Decret 10.638/1944 establint la regulació del treball sexual, admetent la instal·lació de locals per a l'exercici de la prostitució prèvia autorització de l'Adreça de Salut i Assistència Social, l'aprovació del Ministeri de l'Interior i el control sanitari. La norma no va afectar la persecució criminal del proxenetisme, sancionat per Llei núm. 9143.
El 4 de desembre es va aprovar el règim de jubilacions per a empleats de comerç que va ser seguit per la manifestació sindical de suport a Perón, la primera en el seu suport i en la qual va parlar en un acte públic, organitzada pel socialista Ángel Borlenghi, secretari general del sindicat, reunint una enorme multitud benvolguda en 200.000 persones.
Paral·lelament augmentava la sindicalizació dels treballadors: mentre que en 1941 hi havia 356 sindicats amb 441.412 membres, en 1945 aquesta quantitat havia augmentat a 969 sindicats amb 528.523 membres.
El duo Farrel-Perón, amb el suport d'un sector considerable del sindicalisme era reconformat massivament la cultura que sostenia les relacions laborals, caracteritzada fins a aquest moment pel predomini del paternalisme característic de l'estada. Un exponent del sector patronal oposat a les reformes laborals "peronistes" sostenia en aquells dies que el més greu de les mateixes era que els treballadors havien «començat a mirar als ulls» als seus ocupadors. En aquest context de transformació cultural referit al lloc dels treballadors en la societat, la classe obrera s'ampliava constantment a causa de la industrialització accelerada del país. Aquesta gran transformació socioeconòmica va ser la base del nacionalisme laborista que va prendre forma entre la segona meitat de 1944 i la primera meitat de 1945 i que adoptaria el nom de peronisme.

### Política industrial

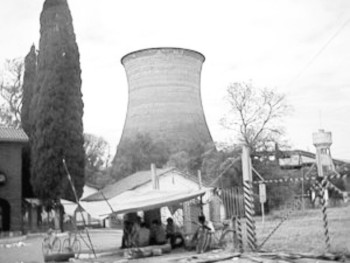
Alts Forns Zapla, situat a la província de Jujuy, Argentina.

Ramírez i sobretot Farrell, van continuar una política d'industrialització que va anar de la mà de la política laboral. Ambdues estaven dirigint una transformació veloç de la societat argentina, provocant un creixement geomètric de la classe obrera i el sector assalariat, amb presència creixent de les dones al mercat de treball, aparició d'un gran sector d'empresaris industrials petits i mitjans, i una gran migració interna cap a Buenos Aires, els anomenats despectivament caparrons negres, amb components culturals diferents dels quals havien caracteritzat a la gran ona d'immigració europea (1850-1950) que va inundar el país.
Les principals mesures de política industrial de la dictadura van ser:
- Creació de la Secretaria d'Indústria amb rang ministerial (Ramírez, 1943).
- Utilització del sistema tarifari (aranzels d'importació) per orientar-ho amb un sentit proteccionista;
- Nacionalització dels elevadors de grans i la Companyia Primitiva de Gas;
- Intervenció de la Corporació de Transport de Buenos Aires (CTCBA), símbol de la corrupció durant la Dècada Infame, de la qual l'Estat ja era el principal accionista a causa del seu dèficit crònic;
- Compra del ferrocarril Rosario-Mendoza;
- Es tornen a posar en servei dels serveis del Ferrocarril Transandino, tancat durant la Dècada Infame i de gran importància per a l'economia de Cuyo;
- Creació del Banc de Crèdit Industrial, decisiu per al foment de la indústria (Farrell, 1944);
- Al juny de 1944 es va presentar el prototip del primer tanc mitjà de fabricació argentina, que va rebre el nom de Nahuel, dissenyat pel Tinent Coronel Alfredo Baisi;
- Finalització de les obres de construcció del primer alt forn siderúrgic, en Alts Forns Zapla, que l'11 d'octubre de 1945 va realitzar la primera bugada del lingot d'alt forn;
- Dissolució de les juntes reguladors i de l'Institut Movilizador, creats durant la dècada infame per protegir interessos empresarials corporatius.

### El 1945

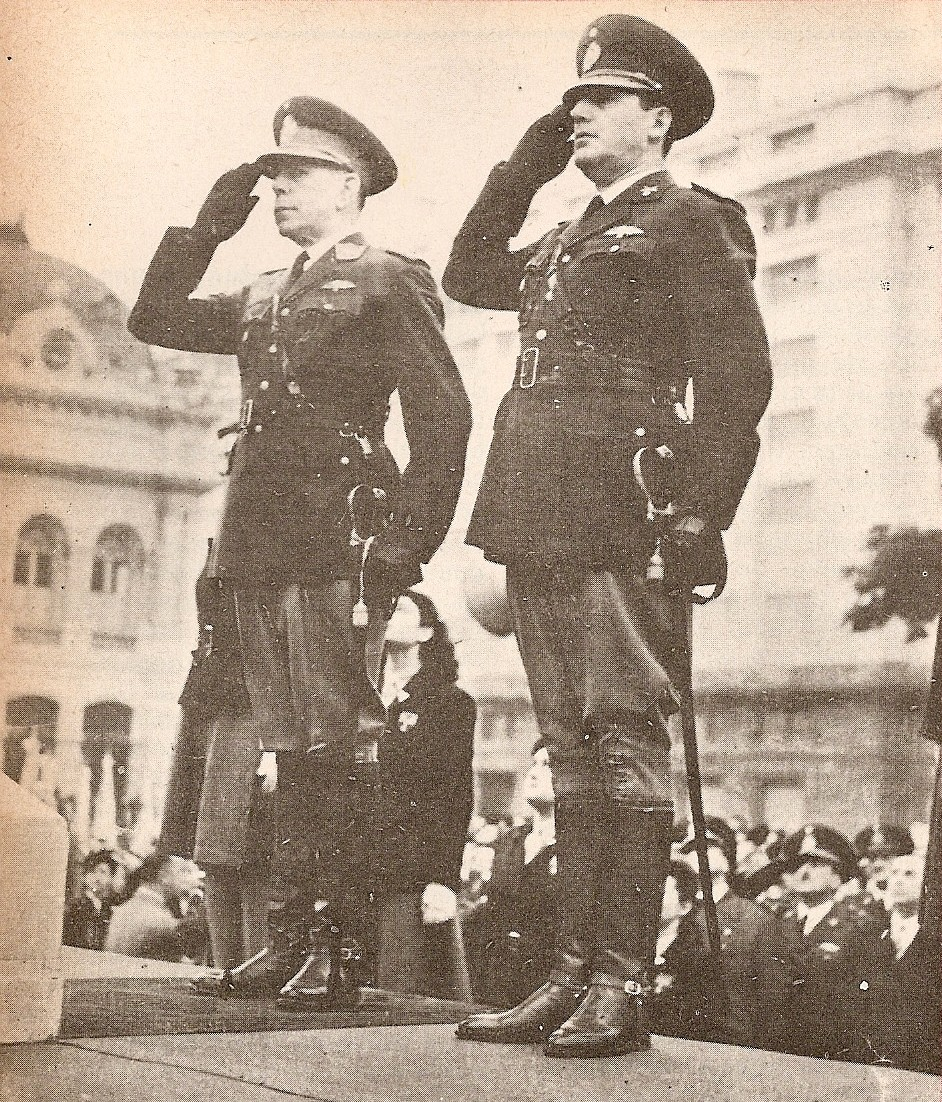
El duo Farrell-Perón van conformar un eix que va dominar el curs de la Revolució del 43 en els últims dos anys.

L'any 1945 va ser un dels anys més importants de la història argentina. Es va iniciar amb l'òbvia intenció de Farrell i Perón de preparar l'ambient per declarar la guerra a Alemanya i Japó amb la finalitat de sortir de la situació de complet aïllament en què es trobava el país, i obrir un camí cap a la realització d'eleccions.
Ja a l'octubre de l'any anterior la dictadura havia sol·licitat una reunió a la Unió Panamericana per considerar un rumb d'acció comuna. Seguidament nous membres del grup nacionalista de dreta van anar abandonant el govern: el Ministre de Relacions Exteriors Orlando L. Peluffo, l'interventor de Corrents David Uriburu, i sobretot el General Sanguinetti, desplaçat del crucial càrrec d'interventor de la Província de Buenos Aires que, després d'un breu interregne, va ser assumit per Juan Atilio Bramuglia, l'advocat socialista de la Unió Ferroviària, integrant del sector sindical que va iniciar l'acostament del moviment obrer als militars del grup de Perón.
Al febrer Perón va emprendre un viatge secret als Estats Units per convenir la declaració de guerra, el cessament del bloqueig, el reconeixement al govern argentí i l'adhesió d'est a la Conferència Interamericana de Chapultepec prevista pel 21 de febrer. Poc després va renunciar el nacionalista de dreta Ròmul Etcheverry Boneo al Ministeri d'Educació sent reemplaçat per Antonio J. Benítez, un home del grup de Farrell-Perón.
El 27 de març, al mateix temps que la major part dels països llatinoamericans, Argentina li va declarar la guerra a Alemanya i Japó i una setmana després va signar l'Acta de Chapultepec quedant habilitada a participar en la Conferència de Sant Francisco que va fundar les Nacions Unides el 26 de juny de 1945, integrant el grup dels 51 països fundadors.

### Peronisme vs Antiperonisme

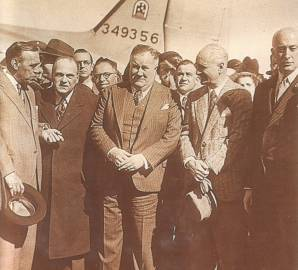
Spruille Braden, el nou ambaixador dels EUA a l'Argentina, va arribar a Buenos Aires el 19 de maig de 1945. Va ser el principal organitzador del antiperonisme

La característica principal de l'any 1945 en l'Argentina seria la radicalització de la situació política entre peronisme i antiperonisme, impulsada en gran manera per Estats Units, a través del seu ambaixador, Spruille Braden. D'ara endavant la població argentina quedaria dividida en dos bàndols frontalment enfrontats: una classe obrera majoritàriament peronista i un bàndol antiperonista majoritari a la classe mitjana (sobretot portenya —de Buenos Aires—) i la classe alta.
El 19 de maig va arribar a Buenos Aires Spruille Braden, el nou ambaixador nord-americà que s'exerciria en el lloc fins a novembre del mateix any. Braden era un dels amos de l'empresa minera Braden Copper Company de Xile, partidari de la política imperialista dura del «Gran Garrot»; tenia una posició obertament anti-sindical i s'oposava a la industrialització de l'Argentina. Amb anterioritat havia exercit un paper rellevant en la Guerra del Chaco entre Bolívia i Paraguai, preservant els interessos de la Standard Oil i a Cuba (1942) operant perquè trenqués relacions amb Espanya. Amb posterioritat es va exercir com a Sotssecretari d'Assumptes Llatinoamericans dels Estats Units i va començar a treballar com lobbista pagament de la United Fruit Company impulsant el cop d'estat contra Jacobo Árbenz a Guatemala el 1954.
Segons l'ambaixador britànic, Braden tenia «la idea fixa que havia estat triat per la Providència per enderrocar al règim Farrell-Perón». Des d'un primer moment, Braden va començar públicament a organitzar i coordinar a l'oposició, exacerbant el conflicte intern.
El 16 de juny l'oposició va començar l'ofensiva amb el famós Manifest del Comerç i la Indústria en el qual 321 organitzacions patronals, liderades per la Borsa de Comerç i la Càmera Argentina de Comerç qüestionaven durament la política laboral. La principal queixa del sector empresari era que s'estava creant «un clima de recels, de provocació i de rebel·lia, que estimula el ressentiment, i un permanent esperit d'hostilitat i reivindicació».
El moviment sindical, en el qual encara no predominava el suport obert a Perón, va reaccionar ràpidament en defensa de la política laboral i el 12 de juliol la CGT va organitzar un multitudinari acte sota el lema «Contra la reacció capitalista». Segons l'historiador radical Félix Lluna aquesta va ser la primera vegada que els treballadors van començar a identificar-se com a «peronistes».
La polarització social i política va continuar escalant. L'antiperonisme va adoptar la bandera de la democràcia i va criticar durament les que cridava actituds antidemocràtiques per part dels seus adversaris; el peronisme va prendre com a bandera la justícia social i criticava durament el menyspreu pels treballadors dels seus adversaris. En sintonia amb els termes de la polarització, el moviment estudiantil expressava la seva oposició amb la consigna «no a la dictadura de les espardenyes» i el moviment sindical responia amb «espardenyes sí, llibres no».

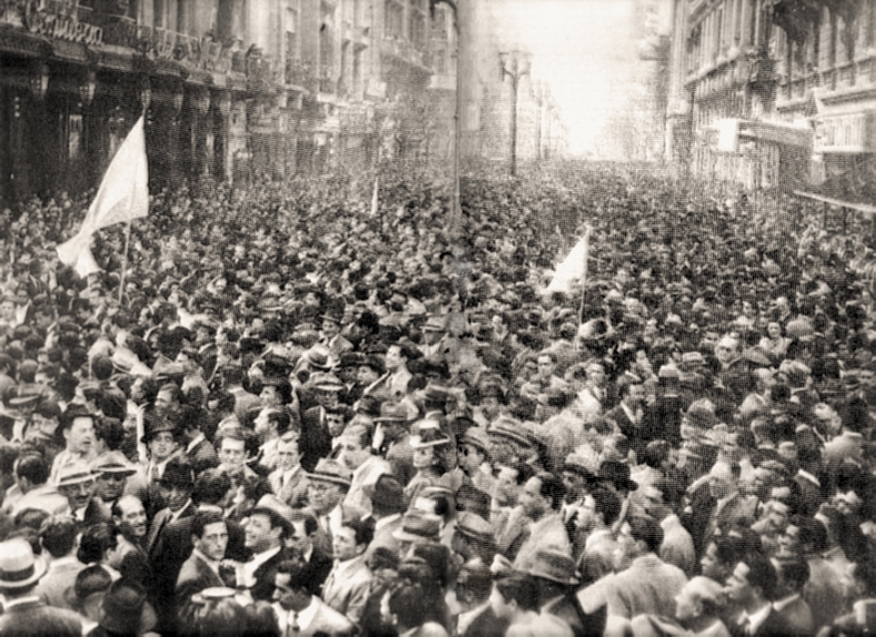
El 19 de setembre de 1945 l'oposició antiperonista va realitzar la multitudinària Marxa de la Constitució i la Llibertat.

El 19 de setembre de 1945 l'oposició va aparèixer unida per primera vegada amb una enorme manifestació de més de 200.000 persones, denominada la Marxa de la Constitució i la Llibertat, que es va dirigir del Congrés al barri de la Recoleta. Cinquanta personalitats de l'oposició encapçalaven la marxa, entre ells els radicals José P. Tamborini, Enrique Mosca, Ernesto Sammartino i Gabriel Oddone, el socialista Nicolás Repetto, els Unió Cívica Radical Antipersonalista José M. Cantilo i Diògenes Taboada, el conservador (PDN) Laureano Landaburu, els demòcrates cristians Manuel Ordóñez i Rodolfo Martínez, el filocomunista Luis Reissig, el demòcrata progressista Juan José Díaz Arana, el rector de la UBA Horaci Rivarola.

L'historiador Miguel Ángel Scenna comenta aquell fet dient que:
| « | La marxa va ser una espectacular demostració de poder de l'oposició. Una llarga i compacta massa de 200.000 persones -una cosa poques vegades o mai vist- va cobrir voreres i calçades. | » |

S'ha dit que la manifestació estava majoritàriament integrada per persones de classe mitjana i alta, la qual cosa resulta històricament indiscutible, però això no invalida el significat històric de la seva amplitud social i la seva pluralitat política. Des del present és possible interpretar que una de les dues meitats en què s'estava dividint la població estava allí, però en aquell moment la marxa apareixia com la unitat de pràcticament totes les forces polítiques i socials que havien actuat al país fins llavors.
La marxa opositora va impactar de ple en el poder de Farrell-Perón i va desencadenar una successió d'aldarulls militars antiperonistes que es van concretar el 8 d'octubre quan les forces militars de Camp de Maig, al comandament del general Eduardo J. Ávalos (un dels líders del GOU), van exigir la renúncia i detenció de Perón. L'11 d'octubre Estats Units li va demanar a Gran Bretanya que deixés de comprar béns argentins durant dues setmanes per produir la caiguda del govern. El 12 d'octubre Perón va ser detingut i portat a l'Illa Martín García. En aquest moment els líders del moviment opositor van tenir el país i el govern a la seva disposició. «Perón era un cadàver polític» i el govern, presidit formalment per Farrell, estava en realitat en mans del general Ávalos qui va assumir com a Ministre de Guerra en reemplaçament de Perón i només pretenia lliurar el poder als civils al més aviat possible.
Perón va ser reemplaçat en la vicepresidència pel Ministre d'Obres Públiques, general Juan Pistarini qui va mantenir els dos càrrecs i el Cap de la Marina el contraalmirall Héctor Vernengo Lima va assumir el ministeri de Marina. La tensió va arribar a un punt tal que el líder radical Amadeo Sabattini va ser esbroncat per nazi a la Casa Radical, un gegantesc acte civil va atacar el Cercle Militar (12 d'octubre) i un comando paramilitar va arribar a planejar l'assassinat de Perón.

La Casa Radical del carrer Tucumán a Buenos Aires, s'havia convertit al centre de deliberacions de l'oposició. Però els dies van passar sense que es prengués cap resolució i els capdavanters opositors van cometre greus errors: un d'ells, no organitzar-se i esperar passivament que les Forces Armades actuessin per si mateixes. Un altre error, molt més greu, va ser acceptar i moltes vegades impulsar el revengisme patronal. El dia dimecres 16 d'octubre era dia de pagament:
| « | A l'anar a cobrar la quinzena, els obrers es van trobar que el salari del firat 12 d'octubre no es pagava, tot i el decret signat dies abans per Perón. Forners i tèxtils van ser els més afectats per la reacció patronal. -¡Vagin a reclamar-li a Perón! - era la sarcàstica resposta. | » |

### El 17 d'octubre de 1945

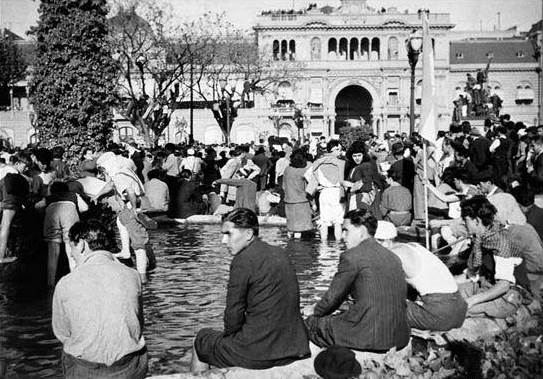
«Les potes en la font», famosa foto de la mobilització peronista coneguda com a Dia de la Lleialtat (17 d'octubre de 1945), que va obtenir l'alliberament de Juan Perón.

L'endemà, 17 d'octubre de 1945, es va produir un dels fets decisius de la història argentina. Un sector social desconegut, que havia romàs per complet absent de la història argentina fins a aquest moment, va irrompre prenent Buenos Aires i exigint la llibertat de Perón. La ciutat va ser presa per desenes de milers d'obrers, provinents de les zones industrials que venien creixent en la perifèria de la ciutat. La multitud es va instal·lar a la Plaça de Maig. Es caracteritzava per la gran quantitat de joves i sobretot de dones que la integraven, i pel predomini de persones amb el cabell i la pell més foscos que els que concorrien als tradicionals actes polítics de l'època. L'oposició antiperonista va destacar aquestes diferències i va utilitzar termes despectius per referir-se als simpatitzants del peronisme, com a «negres», «grasses», «descamisats —sense camisa—», «caparrons negres». Va ser el dirigent radical unionista, Ernesto Sammartino, el que va utilitzar dos anys després un terme molt criticat: «al·luvió zoològic».
Els manifestants venien acompanyats de tota una nova generació de joves i nous delegats de base sindicals pertanyents als sindicats de la CGT, que havien començat a reaccionar dos dies abans amb la vaga de la FOTIA (sucreres). Va ser una mobilització completament pacífica, però la commoció política i cultural va ser de tal magnitud, que en poques hores el triomf segur del moviment antiperonista d'una setmana enrere s'havia diluït, igual que el poder que encara li quedava al govern militar.
Durant aquest dia, els comandaments militars van discutir el mètode per frenar a la multitud. El Ministre de Marina, Almirall Héctor Vernengo Lima, va proposar reprimir als manifestants amb armes de foc però el General Ávalos es va oposar. Després d'intenses negociacions en les quals es va destacar el radical Armant Antille com a delegat de Perón, aquest va ser posat en llibertat i aquesta mateixa nit es va dirigir als seus simpatitzants des d'un de les balconades de la Casa Rosada. Pocs dies després es va establir la data de les eleccions: 24 de febrer de 1946.

### Les eleccions presidencials de 1946

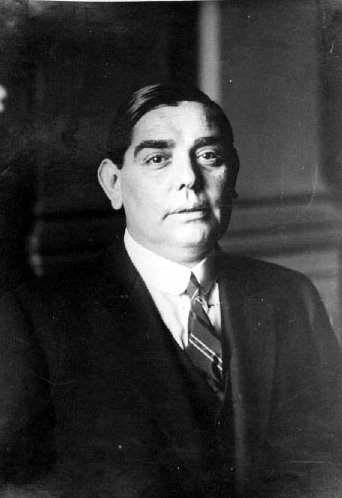
El radical unionista José P. Tamborini, candidat a President per la Unió Democràtica en les eleccions presidencials de 1946.

#### Les forces polítiques
Després del 17 d'octubre els dos bàndols es van organitzar per a les eleccions.
El peronisme, amb les candidatures de Juan Perón i el radical Hortensio Quijano, no va poder sumar a cap dels partits polítics existents i va haver d'organitzar-se ràpidament sobre la base de tres nous partits:
- Partit Laborista organitzat pels sindicats, presidit pel sindicalista revolucionari Luis Gai;[104]
- La Unió Cívica Radical Junta Renovadora, liderada per Quijano i Antille, va agrupar als radicals despresos de la Unió Cívica Radical;
- El Partit Independent, presidit per l'Almirall Alberto Tessaire, va agrupar als conservadors que recolzaven a Perón.

Els tres partits van coordinar la seva actuació política mitjançant una Junta Nacional de Coordinació Política (JCP), que presidia l'advocat del sindicat ferroviari Juan Atilio Bramuglia. Allí es va acordar que cadascun dels partits triaria als seus candidats i que el 50 % dels càrrecs corresponien al Partit Laborista mentre que el 50 % restant havia de distribuir-se per parts iguals entre la Unió Cívica Radical Junta Renovadora i el Partit Independent.
L'antiperonisme es va organitzar en la Unió Democràtica que va portar com a candidats als radicals José P. Tamborini i Enrique Mosca i va estar integrada per:
- La Unió Cívica Radical;
- El Partit Socialista;
- El Partit Demòcrata Progressista
- El Partit Comunista

El conservador Partit Demòcrata Nacional, sustento principal dels governs de la dècada infame, no va poder integrar la Unió Democràtica a causa de l'oposició de la UCR. De totes maneres el PDN va donar ordre de votar la fórmula Tamborini-Mosca, però la seva exclusió de l'aliança antiperonista va facilitar la seva fragmentació. En alguns casos, com a Còrdova, el PDN va integrar formalment l'aliança. Dins de la UCR aquest mateix any es va formar un sector intern que va adoptar el nom de Moviment d'Intransigència i Renovació (els intransigents) que va adoptar una posició contrària a la Unió Democràtica i als sectors de radicalisme que la recolzaven, els unionistes.
Van adherir també a la UD petits partits, com el Partit Popular Catòlic i la Unió Centro Independents, així com importants organitzacions estudiantils (FUA, FUBA, etc.), patronals (UIA, SRA, CAC, etc.), i professionals (Centre d'Enginyers, Associació d'Advocats, Societat Argentina d'Escriptors, etc.).
La UD va portar candidats únics per a la fórmula presidencial però va permetre que cada partit portés candidats propis en els districtes. La UCR va concórrer efectivament amb candidats propis en tots els casos, però les altres forces van utilitzar diverses variants. Els demòcrates progressistes i comunistes van establir a la Capital Federal una aliança anomenada Unitat i Resistència que portava com a candidats a senadors a Rodolfo Ghioldi (PC) i Juliol Noble (PDP). A Còrdova l'aliança va incloure als conservadors del PDN. Els socialistes es van inclinar també per presentar candidats propis.

#### La campanya
El peronisme, que registrava una important participació femenina en les marxes sindicals, va proposar reconèixer els drets polítics de les dones. L'Assemblea Nacional de Dones presidida per Victoria Ocampo, que adheria a la Unió Democràtica i propugnava des de temps enrere el vot femení, es va oposar a la iniciativa per considerar que la reforma havia de ser realitzada per un govern democràtic i no per una dictadura i la proposta finalment no es va aprovar. De totes maneres Perón va ser acompanyat durant la campanya per la seva esposa, Eva Duarte de Perón, la qual cosa va constituir una novetat per a la cultura política argentina.
Durant la campanya electoral el govern va sancionar el decret-llei 33.302/45 creant el Sou Anual Complementari (SAC) i altres millores laborals. Les organitzacions patronals van resistir obertament la mesura i en finalitzar desembre de 1945 cap empresa havia pagat encara el SAC. En resposta la CGT va declarar una vaga general, que va ser resposta al seu torn pel sector empresari amb un lock-out en les grans tendes comercials. La Unió Democràtica, inclòs els partits obrers que la integraven (Socialista i Comunista), va recolzar en el conflicte al sector patronal oposant-se al SAC, mentre que el peronisme va recolzar obertament als sindicats en la seva lluita per garantir-ho. Pocs dies després els sindicats van obtenir una important victòria, que va enfortir al peronisme i va deixar descol·locades a les forces antiperonistes, en acordar amb el sector empresari el reconeixement del «sou anual complementari» i el seu pagament en dues quotes.
Un altre fet important succeït durant la campanya va ser la publicació del Llibre blau. Menys de dues setmanes abans de les eleccions, l'11 de febrer de 1946, va prendre estat públic una iniciativa oficial del govern dels Estats Units, amb el títol de Consulta entre les repúbliques americanes respecte de la situació argentina, que va ser més conegut com el Llibre blau. La iniciativa havia estat preparada per Spruille Braden i consistia en un intent, per part dels Estats Units de proposar internacionalment l'ocupació militar de l'Argentina, aplicant l'anomenada Doctrina Rodríguez Larreta. Una vegada més tots dos sectors van adoptar posicions frontalment oposades: la Unió Democràtica va donar suport al Llibre blau i la immediata ocupació militar de l'Argentina per forces militars liderades per Estats Units; addicionalment va exigir la inhabilitació legal de Perón per ser candidat. Perón al seu torn va contraatacar publicant el Llibre Blau i Blanco (en referència als colors de la bandera argentina) i fent públic un eslògan que establia una disjuntiva contundent, «Braden o Perón», que va tenir una forta influència en l'opinió pública al moment de votar.

#### Les eleccions
En general les forces polítiques i socials de l'època preveien una segura i àmplia victòria de la Unió Democràtica en les eleccions del 24 de febrer de 1946. El diari Crítica calculava que Tamborini obtindria 332 electors contra sol 44 de Perón. Fins i tot, al febrer de 1946, els demòcrates progressistes i els comunistes havien preparat un cop d'estat conduït pel Coronel Suárez, que la Unió Cívica Radical va considerar innecessari perquè van considerar que l'elecció estava guanyada.

Aquest mateix dia, poc després de tancats els comicis, el dirigent socialista Nicolás Repetto ratificava aquesta seguretat en la victòria, alhora que elogiava la neteja amb que es van realitzar:
| « | Es pot assegurar que el règim imperant ha estat aclaparadorament derrotat per les forces democràtiques, en una jornada cívica en què cal reconèixer que les forces armades han complert amb la seva paraula de garantir la puresa de l'acte electoral. | » |

Contra tals pronòstics, Perón va obtenir 1 527 231 vots (55 %) contra 1 207 155 vots que van recolzar a Tamborini (45 %), guanyant a més en totes les províncies menys Corrents.
Del costat peronista, el sector sindical organitzat en el Partit Laborista va obtenir el 85 % dels vots. Del costat antiperonista, la derrota va ser particularment decisiva per als partits Socialista i Comunista, que no van aconseguir cap representació al Congrés Nacional.

## Marxa del 4 de juny
En commemoració a la Revolució, es va compondre en 1944 una marxa militar. L'autor de la mateixa va ser Francisco Lomuto, entonant-la Alberto Rivera i Carlos Galarce.
| «            | 4 DE JUNY Va renéixer l'esperança a les llarsbrilla el sol amb més força i esplendoroneja majestuosa en terra i marsla bella i arrogant bicolorLa justícia recolzada en fort braçs'uneix al gran i el pobre en la seva equitatcovard si no heu de donar el pasinvencible de l'argentinitat4 de juny, jornada redendora de la pàtriael civil de bé i el soldat lleialguarden la teva glòria immortal ...4 de juny, olímpic episodi de la històriatriomfa la raó, cridi el cor:¡Honradesa, llibertat i honor! | » |
| — 4 DE JUNIO | |   |